# Trichocereus tacnaensis
Trichocereus tacnaensis là một loài thực vật có hoa trong họ Cactaceae. Loài này được F. Ritter miêu tả khoa học đầu tiên năm 1981.